# Catumbi
Catumbi è un quartiere (bairro) della zona centrale della città di Rio de Janeiro in Brasile.

## Amministrazione
Catumbi fu istituito come bairro a sé stante il 23 luglio 1981 come parte della RA III - Rio Comprido del municipio di Rio de Janeiro.